# Группа Кремоны
Группа Кремоны — это группа бирациональных автоморфизмов {\displaystyle n}-мерного проективного пространства над полем {\displaystyle k}.
Группу ввёл в рассмотрение в 1863—1865 годах Луиджи Кремона. Группа обозначается как {\displaystyle Cr(\mathbb {P} ^{n}(k))}, {\displaystyle Bir(\mathbb {P} ^{n}(k))} или {\displaystyle Cr_{n}(k)}.
Группа Кремоны естественным образом отождествляется с группой автоморфизмов {\displaystyle \mathrm {Aut} _{k}(k(x_{1},...,x_{n}))} поля рациональных функций от {\displaystyle n} неизвестных над {\displaystyle k}, или трансцендентным расширением поля {\displaystyle k} со степенью трансцендентности {\displaystyle n}.
Проективная полная линейная группа порядка {\displaystyle n+1} проективных преобразований содержится в группе Кремоны порядка {\displaystyle n}. Они совпадают только в случаях, когда {\displaystyle n=0} или {\displaystyle n=1}, в которых числитель и знаменатель преобразования линейны.

## Группа Кремоны в пространствах размерности 2
В пространствах размерности два Гизатуллин дал полное описание соотношений для системы образующих группы.
Структура этой группы остаётся не вполне понятной, хотя имеется большое число работ по нахождению её элементов или подгрупп.
- Серж Канта и Стефан Лами[4] показали, что группа Кремоны не проста как абстрактная группа.
- Жереми Бланк показал, что группа не имеет нетривиальных нормальных подгрупп, замкнутых в естественной топологии.
- Долгачёва и Исковских написали статью о конечных подгруппах группы Кремоны[5].

## Группа Кремоны в пространствах размерности 3 и больше
Мало известно о структуре группы Кремоны в пространствах размерности 3 и выше, хотя много элементов этой группы описано. Бланк показал, что она (линейно) связна, ответив на вопрос Серра. Нет простого аналога теореме Нётера — Кастельнуово, поскольку Хадсон показала, что группа Кремоны в размерности по меньшей мере 3 не порождается её элементами степени, ограниченной любым фиксированным числом.

## Группы де Жонкьера
Группа де Жонкьера — это подгруппа группы Кремоны следующего вида. Выберем базис трансцендентности {\displaystyle x_{1},...,x_{n}} для расширения поля {\displaystyle k}. Тогда группа де Жонкьера — это подгруппа автоморфизмов {\displaystyle k(x_{1},...,x_{n})}, отображающих подполе {\displaystyle k(x_{1},...,x_{r})} в себя для некоторого {\displaystyle r\leqslant n}. Она имеет нормальную подгруппу, заданную группой Кремоны автоморфизмов {\displaystyle k(x_{1},...,x_{n})} над полем {\displaystyle k(x_{1},...,x_{r})}, а фактор-группа является группой Кремоны {\displaystyle k(x_{1},...,x_{r})} над полем {\displaystyle k}. Она может считаться группой бирациональных автоморфизмов расслоённого пучка {\displaystyle \mathbb {P} ^{r}\times \mathbb {P} ^{n-r}\to \mathbb {P} ^{r}}.
Если {\displaystyle n=2} и {\displaystyle r=1}, группа де Жонкьера является группой Кремоны преобразований, сохраняющих пучок прямых через данную точку, и она является полупрямым произведением
{\displaystyle \mathrm {PGL} _{2}(k)} и {\displaystyle \mathrm {PGL} _{2}(k(t))}.